# Kastalakyrkan
Kastalakyrkan är en kyrkobyggnad i stadsdelen Komarken i Kungälv. Den tillhör sedan 2015 Kungälv-Ytterby församling (tidigare Kungälvs församling) i Göteborgs stift.

## Kyrkobyggnaden
Helt nära nuvarande kyrkplats uppfördes 1969 en vandringskyrka ritad av Torsten Hansson. Det var en låg fasadtegelbyggnad med en plåtklädd pyramidöverbyggnad. Den såldes 1979 och flyttades till Nyköping. 
Nuvarande kyrka uppfördes åren 1979-1980 efter ritningar av arkitekt Carl-Anders Hernek och invigdes den 14 december 1980. Byggnaden är uppförd i tegel och betong. En klockstapel, uppförd i trä 1969, står strax nordost om kyrkan.

## Inventarier
- Dopfunten är sammansatt av fem fragment av en dopfunt från 1200-talet, huggen av Lödösemästaren och funnen vid utgrävning av platsen för Ny Kongelfs kyrka.
- Istället för predikstol finns en ambo i ljust trä.
- Processionskorset vid altaret har utförts av Per Andersson.

### Orgel
Nära koret finns en orgel anskaffad 1999 som tidigare har stått i Fors kyrka, Eskilstuna och är byggd av Frederiksborg Orgelbyggeri. Det är en mekanisk orgel med ljudande fasad som har sju stämmor fördelade på manual och pedal.